# Taurons
Le Taurons, ou ruisseau du Taurons, est un ruisseau français de la région Auvergne-Rhône-Alpes, affluent de rive  droite de la Rhue et donc sous-affluent de la Dordogne.

## Géographie
Le Taurons prend sa source vers 1 040 m d’altitude, dans le parc naturel régional des volcans d'Auvergne, dans le Puy-de-Dôme, sur la commune de Saint-Genès-Champespe, moins d'un kilomètre à l’ouest du lac de la Landie.
Il passe sous les routes départementales (RD) 614 et 30, puis contourne le bourg de Saint-Genès-Champespe au sud-ouest, passant sous la RD 88.
Il se déverse à 869 m d’altitude dans le lac du Taurons, étendue de quinze hectares (dont la majeure partie se trouve dans le département du Cantal, la rive orientale se trouvant dans le Puy-de-Dôme) créée par un barrage. À ce niveau, le lac reçoit également les eaux de la retenue de Gabacut. Ses eaux se déversent en partie vers le nord-ouest dans l'étang de la Crégut par une galerie enterrée. Le Taurons continue son cours vers l'ouest, au-delà du barrage sur lequel passe la RD 622. Il passe ensuite sous la RD 47 puis à l'ouest du village de Trémouille. Un kilomètre plus au sud, il rejoint la Rhue en rive droite, 200 mètres au nord-ouest du pont de Castellane, à 576 m d’altitude.
Le Taurons est long de 13,7 km pour un bassin versant de 27 km2.

### Affluents
Le Sandre a répertorié six affluents sans nom du Taurons. Les deux plus longs font 4 km en rive droite, et 2,8 km, en rive gauche.

### Communes et départements traversés
Le Taurons n'arrose que deux communes, situées dans deux départements de la région Auvergne-Rhône-Alpes. Sa source se situe dans le Puy-de-Dôme, à Saint-Genès-Champespe, et sa confluence avec la Rhue dans le Cantal, à Trémouille .

## Monuments ou sites remarquables à proximité
- Le lac du Taurons,
- l’église Saint-Martin de Trémouille avec clocher-peigne[5].

## Galerie de photos

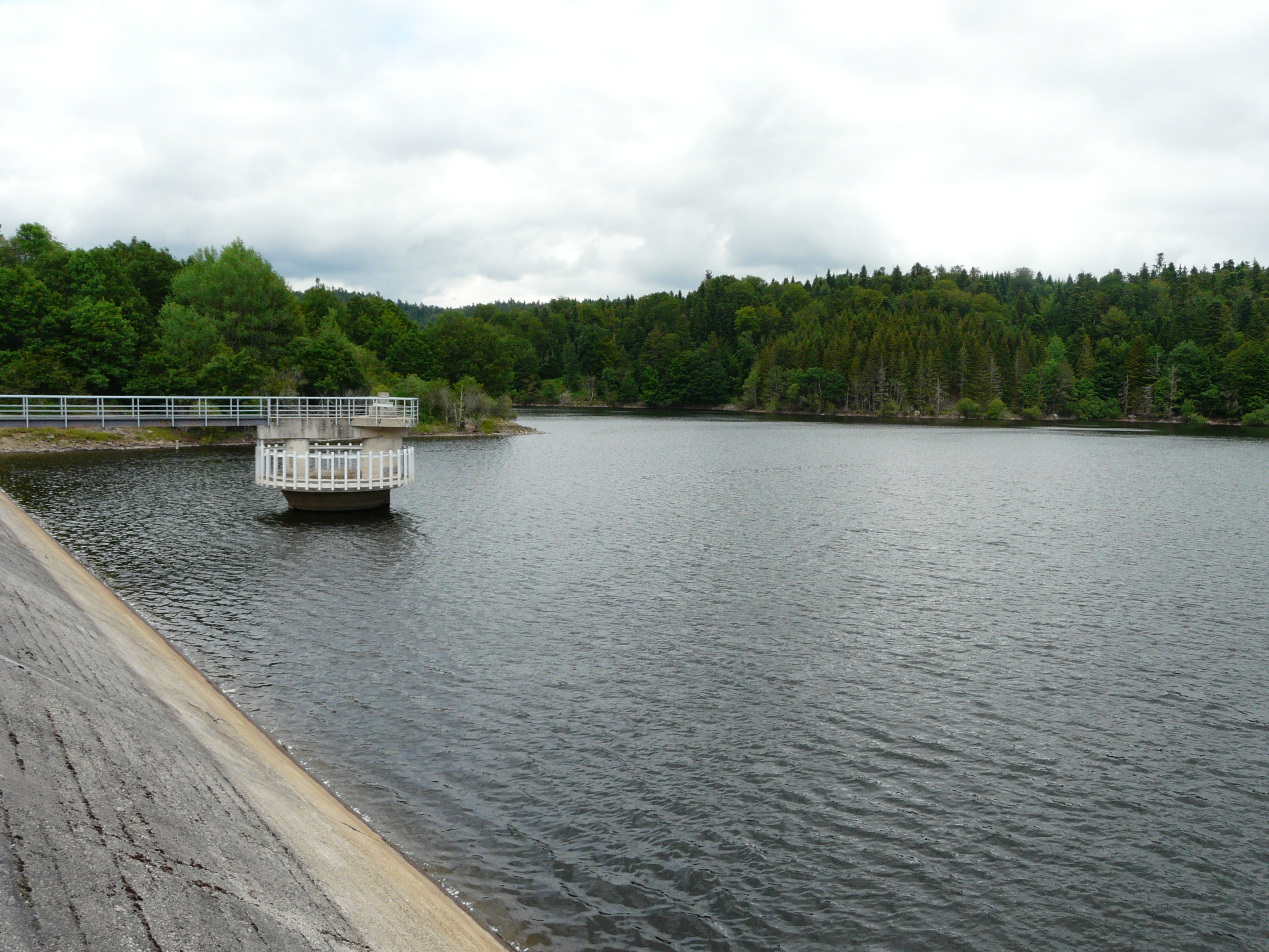
Le lac du Taurons et son trop-plein.
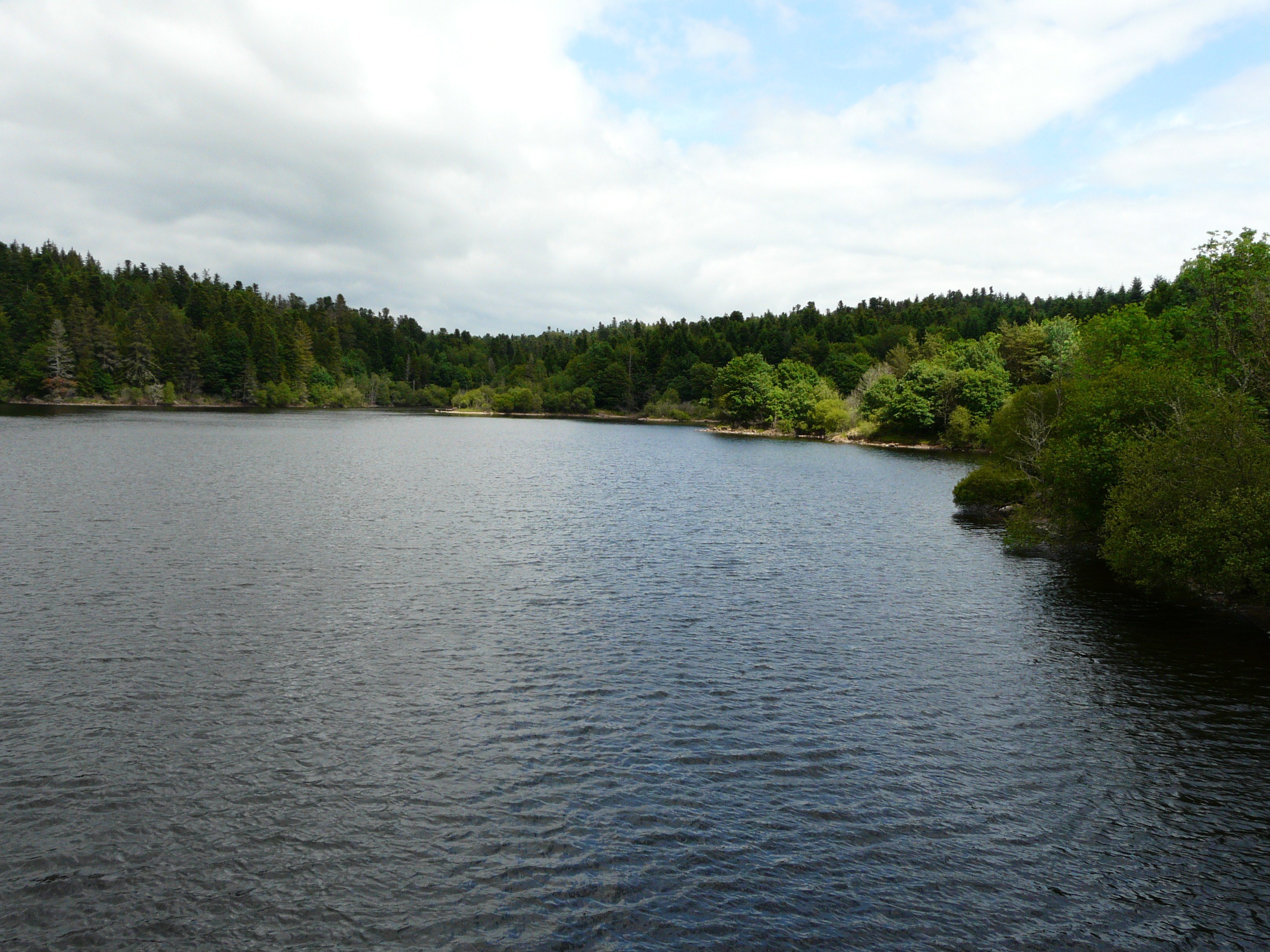
Le lac du Taurons.
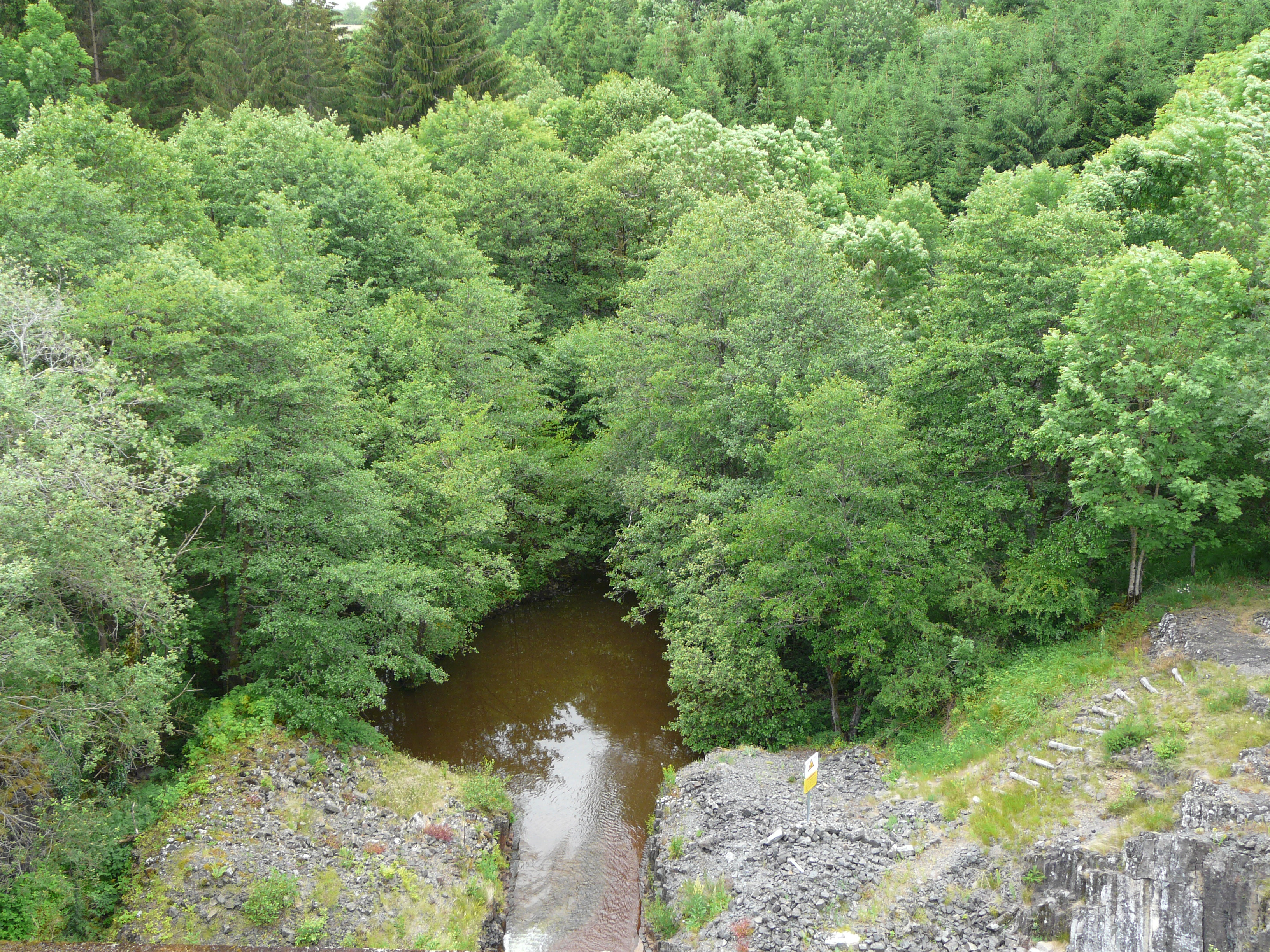
Le Taurons au sortir du lac du Taurons.